# Belvedere Langhe
Belvedere Langhe (piemontiul: Bërvèj) település Olaszországban, Piemont régióban, Cuneo megyében. Lakosainak száma 330 fő (2023. január 1.). Belvedere Langhe Bonvicino, Clavesana, Dogliani, Farigliano és Murazzano községekkel határos.

## Népesség
A település népessége az elmúlt években az alábbi módon változott:
| Lakosok száma | 366  | 372  | 330  |
|               | 2017 | 2018 | 2023 |